# Comuna de Zalewo
Zalewo (polaco: Gmina Zalewo) é uma gminy (comuna) na Polónia, na voivodia de Vármia-Masúria e no condado de Iławski. A sede do condado é a cidade de Zalewo.
De acordo com os censos de 2004, a comuna tem 6997 habitantes, com uma densidade 27,5 hab/km².

## Área
Estende-se por uma área de 254,34 km², incluindo:
- área agricola: 53%
- área florestal: 19%

## Demografia
Dados de 30 de Junho 2004:
|                      | Total   | Total | Mulheres | Mulheres | Homens  | Homens |
| -------------------- | ------- | ----- | -------- | -------- | ------- | ------ |
|                      | pessoas | %     | pessoas  | %        | pessoas | %      |
| População            | 6997    | 100   | 3562     | 50,9     | 3435    | 49,1   |
| Densidade (pop./km²) | 27,5    | 100   | 14       | 14       | 13,5    | 13,5   |

De acordo com dados de 2002, o rendimento médio per capita ascendia a 1443,24 zł.

## Comunas vizinhas
- Iława, Małdyty, Miłomłyn, Stary Dzierzgoń, Susz